# Sympycnus ctenophorus
Sympycnus ctenophorus är en tvåvingeart som beskrevs av Henk J.G. Meuffels och Patrick Grootaert 1987. Sympycnus ctenophorus ingår i släktet Sympycnus och familjen styltflugor. Inga underarter finns listade i Catalogue of Life.